# Isidor Isaac Rabi
Isidor Isaac Rabi, ameriški fizik, * 29. julij 1898, Rymanów, Avstro-Ogrska (sedaj Poljska), † 11. januar 1988, New York, New York, ZDA.
Rabi je leta 1944 prejel Nobelovo nagrado za fiziko »za resonančno metodo zapisovanja magnetnih lastnosti atomskih jeder.«